# Gmina Springfield (hrabstwo Union)
Gmina Springfield (ang. Springfield Township) – gmina w hrabstwie Union w stanie New Jersey w USA.
Według spisu powszechnego z roku 2000 ma ok. 14,4 tys. mieszkańców. Miejscowość była świadkiem bitwy (ang. Battle of Springfield) pomiędzy amerykańskimi siłami niepodległościowymi a armią brytyjską (23 czerwca 1780), w czasie rewolucji amerykańskiej.

## Geografia
- Według United States Census Bureau, miejscowość ma powierzchnię 13,3 km².

## Demografia
- Według danych z roku 2000 miejscowość ma 14 429 mieszkańców. Gęstość zaludnienia to 1,082 os./km².
- Struktura rasowa ludności;
  - Rasa:
    - Biali − 89,72%
    - Azjaci − 4,69%
    - Latynosi/pochodzenia hiszpańskiego dowolnej rasy − 4,14%
    - Rasa Czarna/Afroamerykanie − 3,72%
    - Indianie/rdzenni Amerykanie − 0,02%
    - Oceania − 0,00%
    - Inne − 0,96%
    - Dwie lub więcej − 0,89%
- Średni dochód:
  - Gospodarstwo domowe − 73,790 USD
  - Rodzina − 85,725 USD
  - Mężczyźni − 55,907 USD
  - Kobiety − 39,542 USD
  - Osoby poniżej progu ubóstwa − 3,1%
  - Rodziny poniżej progu ubóstwa − 1,8%
  - Osoby poniżej progu ubóstwa w wieku 18 lat lub młodsze − 1%
  - Osoby poniżej progu ubóstwa w wieku 65 lat lub starsze − 5,8%